# Kantstenen

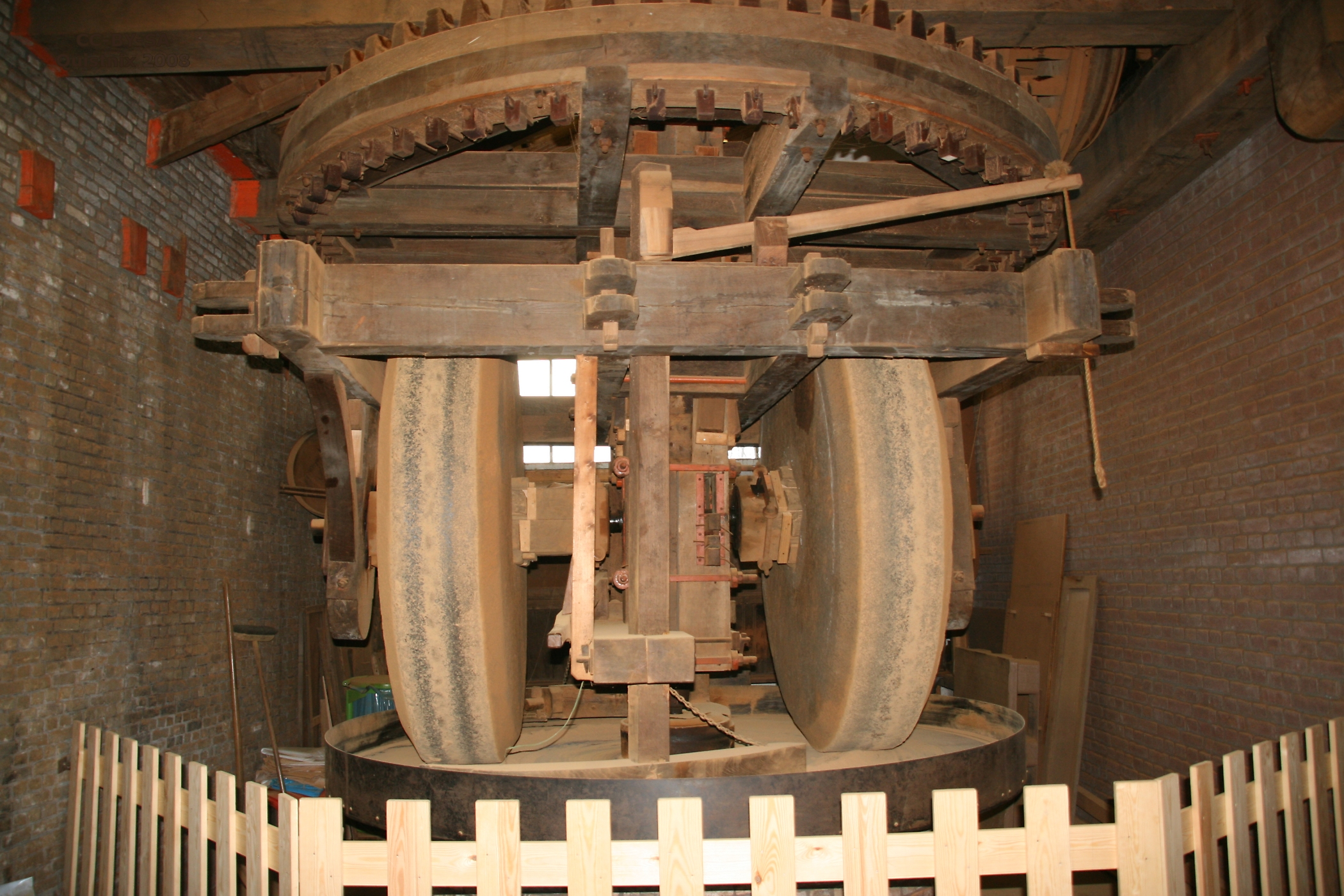
Kantstenen waarmee kaneel wordt gemalen (molen De Ster, Rotterdam)

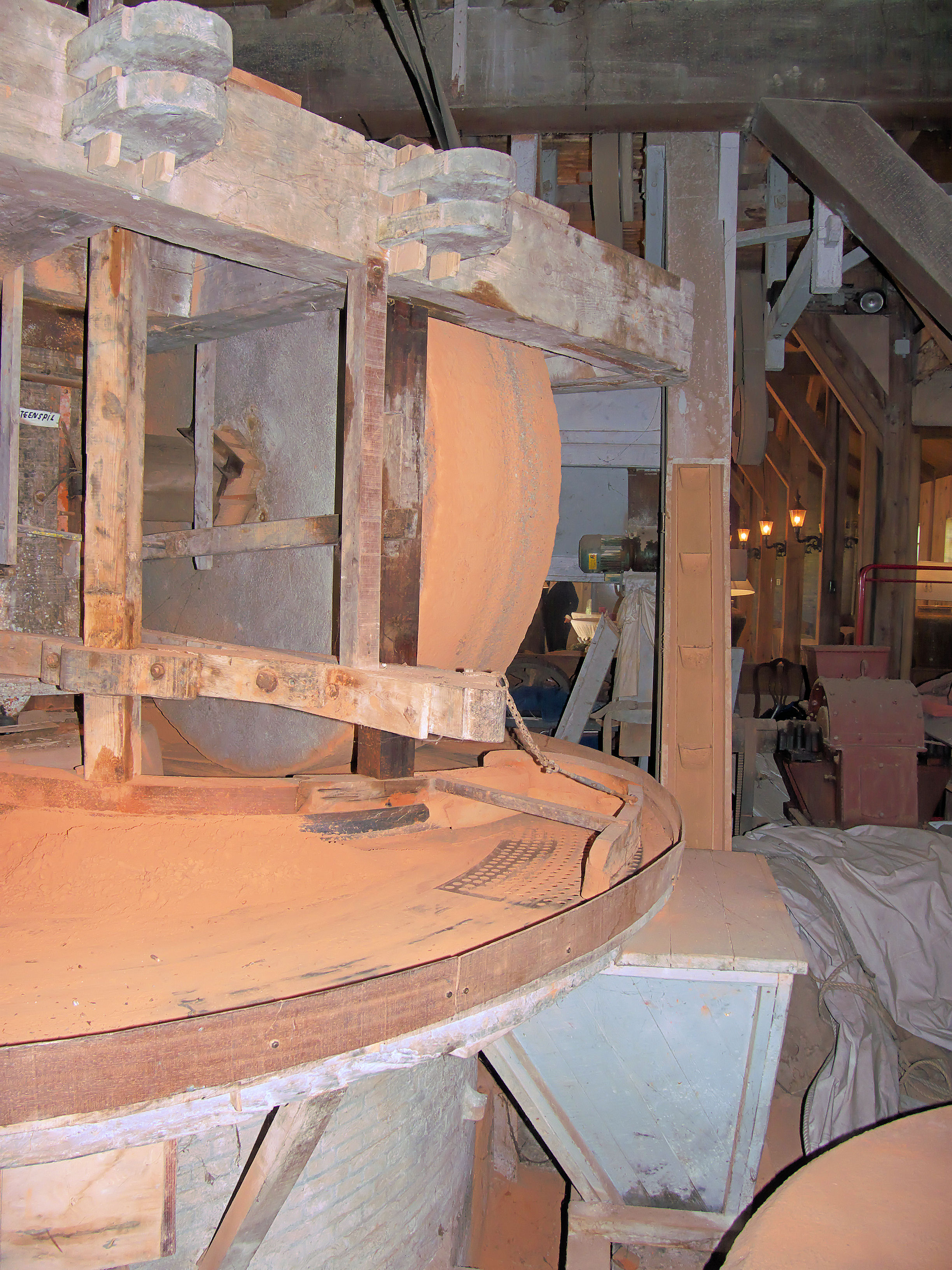
koningstrijker, afloopbak en afloopschuif van d'Admiraal, Amsterdam

Kantstenen zijn maalstenen die op hun kant malen.
De kantstenen in een molen rollen over de ligger. De ligger kan een platte steen of ijzeren plaat zijn. De ligger ligt op het doodbed, dat bestaat uit een gemetselde, ronde tafel met vaak een brede houten rand, de kuip. Het werktuig waarin de kantstenen worden toegepast heet een kollergang, van het Duitse woord Koller of Kuller, dat wals of rol betekent. Kollergangen worden gebruikt voor het verkleinen, mengen, pletten of vermalen van allerlei soorten maalgoed, zoals steen, erts, grondstoffen voor papier, verfpigmenten en voor levensmiddelen, bijv. specerijen of oliehoudende zaden.
Soms zit er maar één kantsteen in de kollergang, maar doorgaans zijn het er twee. Kantstenen heten zo omdat ze malen met de zijkant.
Kantstenen in een traditionele nederlandse (olie)molen kunnen een doorsnede hebben van 150 tot 225 cm en zijn 40 tot 60 cm breed. Ze kunnen 3000 kg per stuk wegen. Het gewicht van de kantstenen is niet de voornaamste oorzaak van het malen; doordat de stenen in een kleine cirkel draaien schuiven ze meer dan dat ze rollen en daardoor wordt het maalgoed fijngewreven. 
De kantstenen zitten in een houten steenraam en zijn gelagerd in houten steenoren waarin ze iets op en neer kunnen bewegen als ze over het maalgoed lopen. Het steenraam zit vast aan de steenspil, waarop het steenwiel zit. Het steenwiel wordt aangedreven door de onderschijfloop op de koningsspil. Meestal kan het steenwiel met een wervel in of uit het werk worden gezet, bij draaiende molen.
Kantstenen lopen niet in hetzelfde spoor. Door de koningstrijker die langs de koning, waarop de steenspil staat, strijkt wordt het maalgoed van binnen naar buiten onder de buitenste kantsteen gestreken en door de aanstrijker van buiten naar binnen onder de binnenste kantsteen. Aan de aanstrijker kan een buitenstrijker, de jongen, zitten, voorzien van een stoffer of oude haar, die de kuip of houten rand schoon veegt. In de kuip zit een opening die tijdens het malen afgesloten is door de afloopschuif. Door het verlengde deel van de koningsstrijker, de afloper, neer te laten belandt het maalgoed in de afloopbak en valt, als de afloopschuif geopend wordt, in de meelbak.
Kantstenen zijn zeer geschikt voor het malen van specerijen en het pletten van zaden in een oliemolen. Ze zijn toepasbaar in windmolens, watermolens en rosmolens. Kantstenen waren in de Romeinse tijd al bekend.

## Fotogalerij

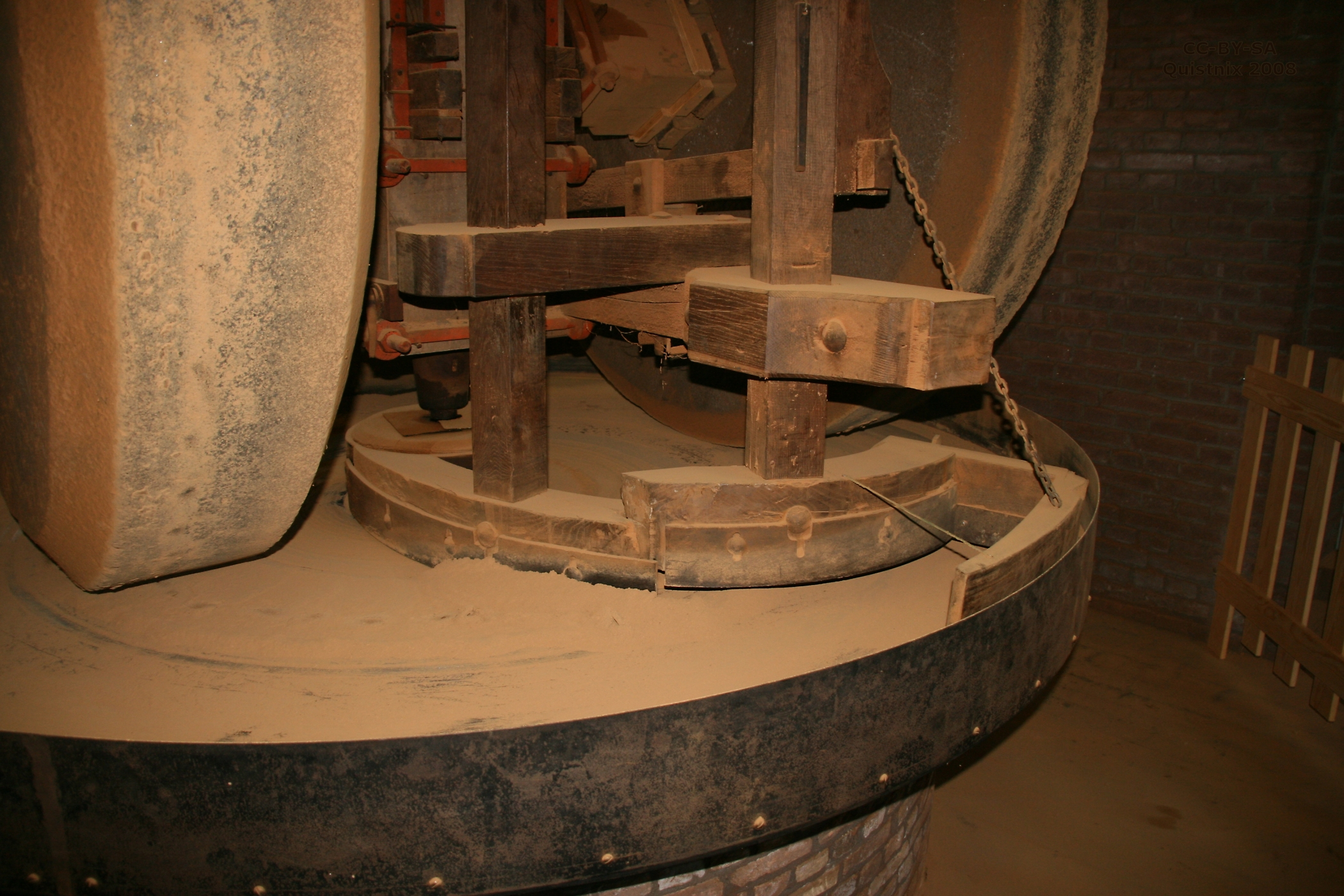
Het te malen materiaal wordt tijdens het malen voor de kantstenen geschoven
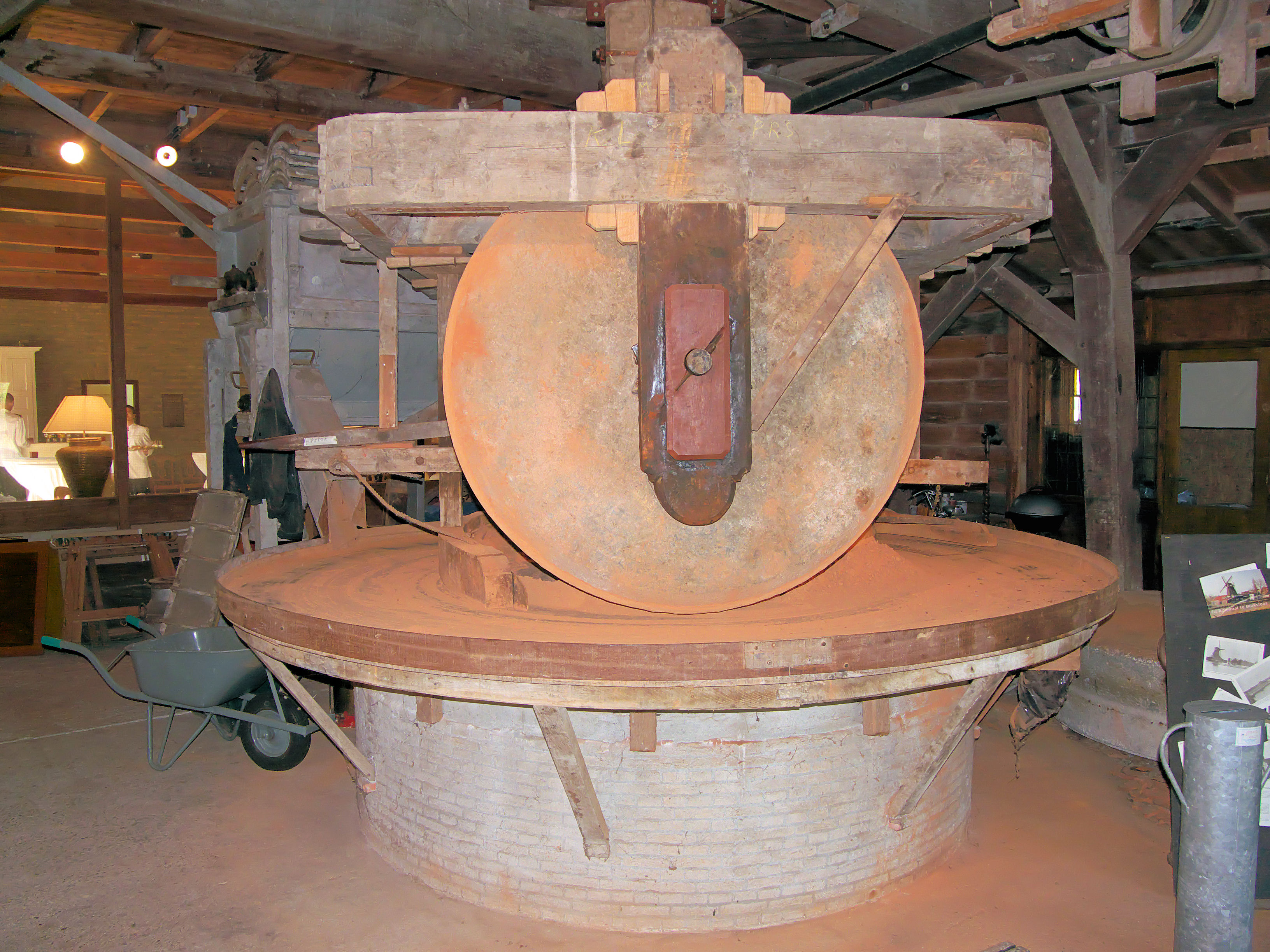
De kantstenen op het doodbed tijdens het malen van dakpannen
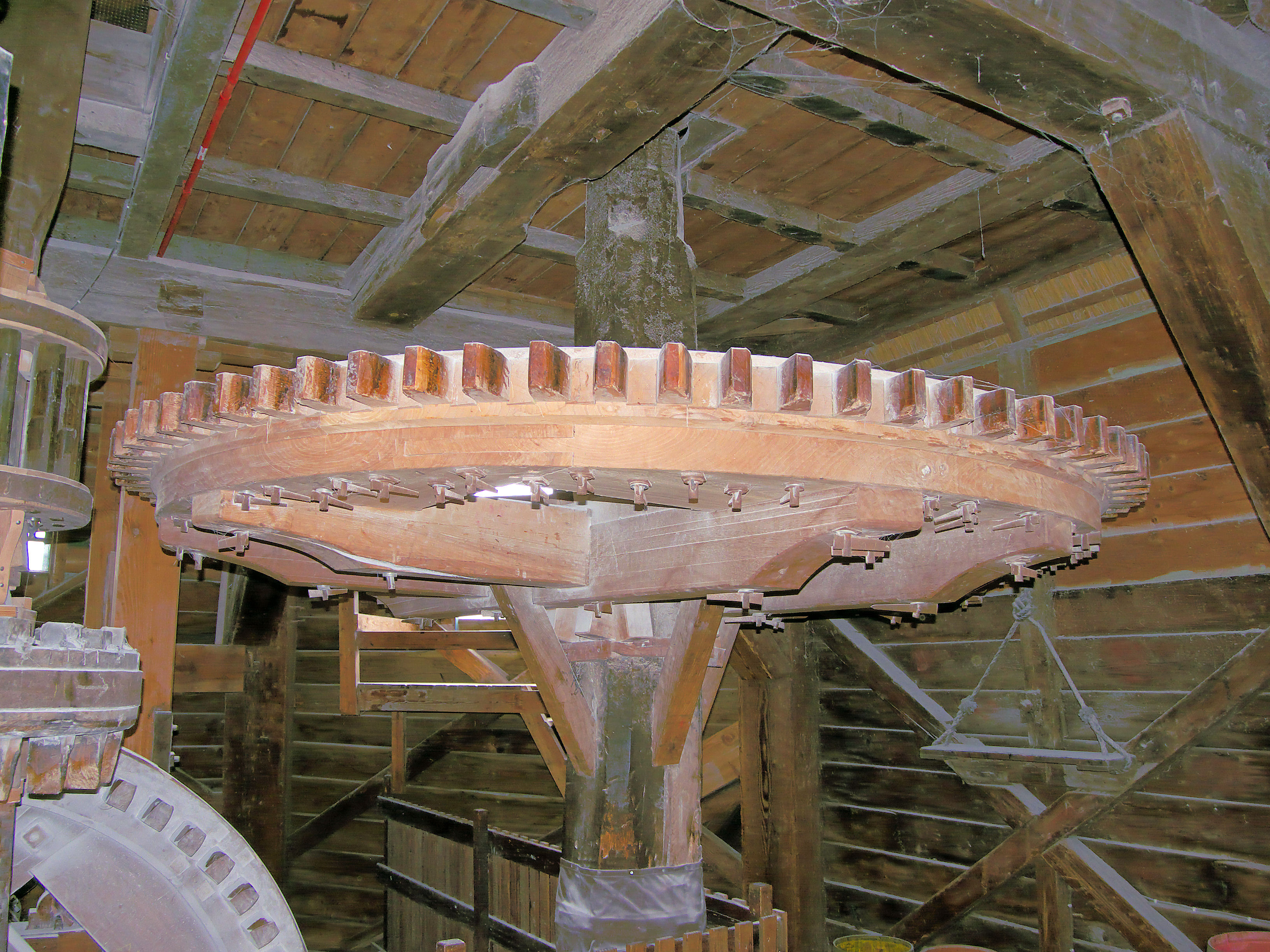
Steenwiel
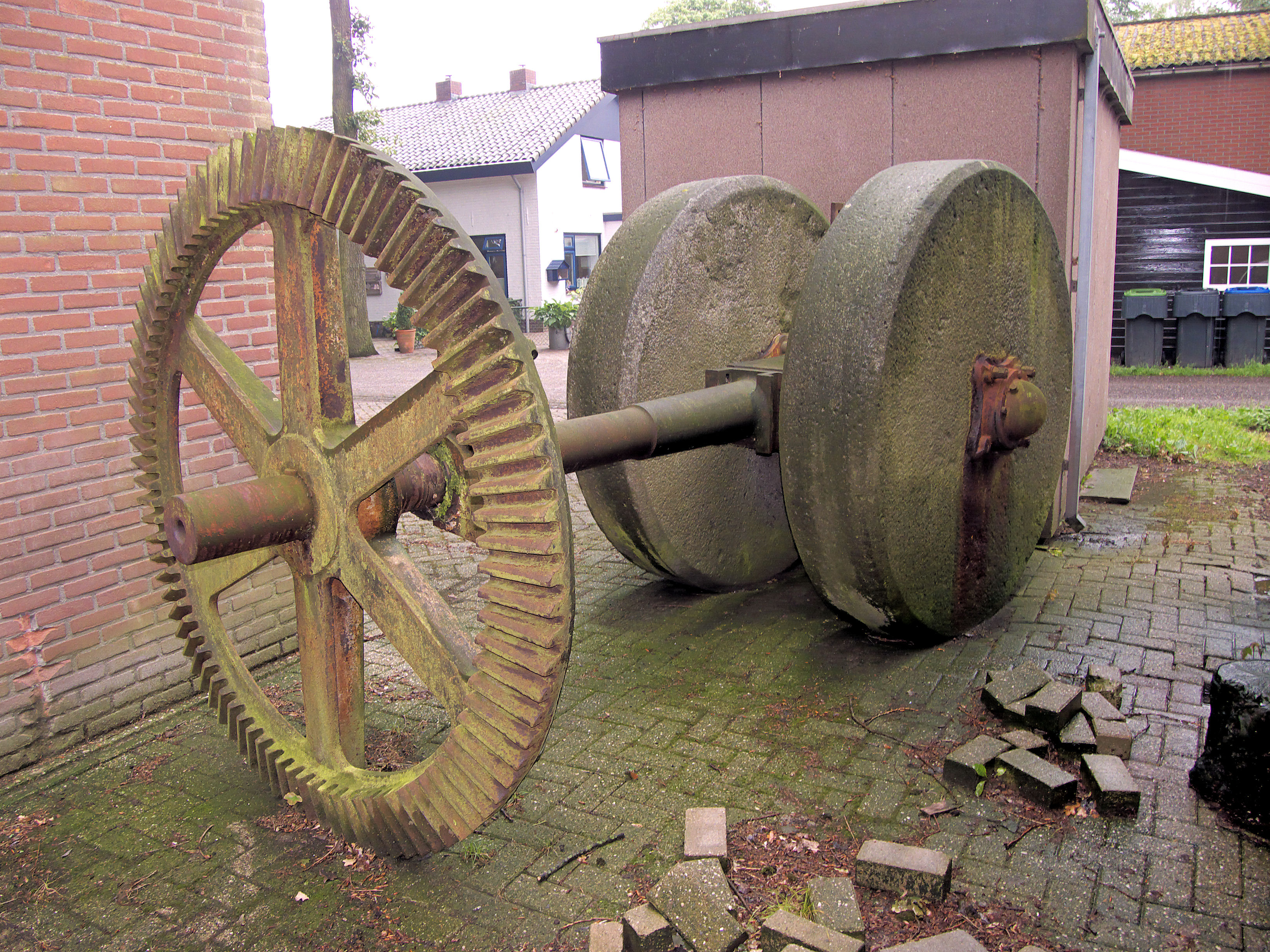
Kollergang
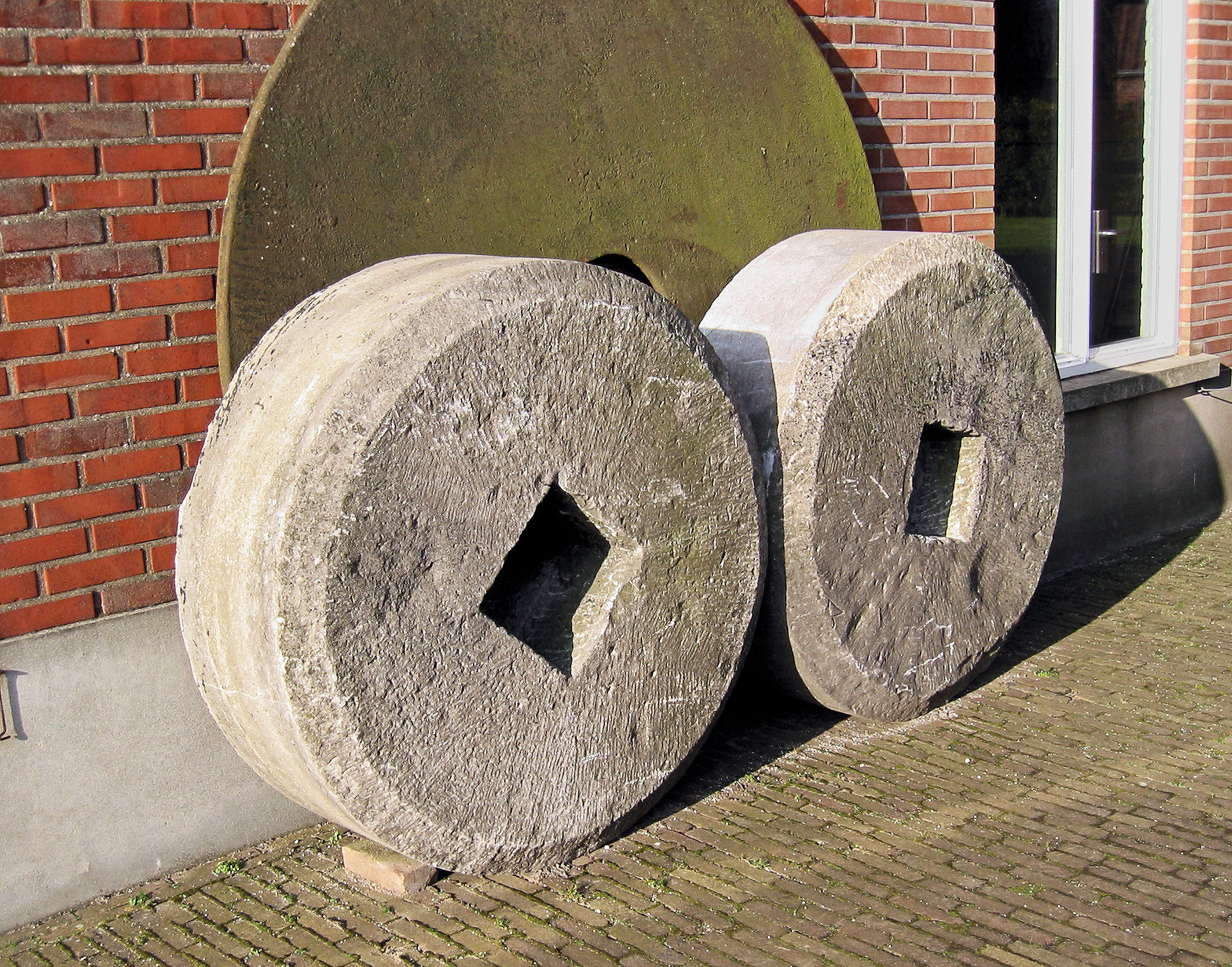
Kantstenen en ijzeren ligger
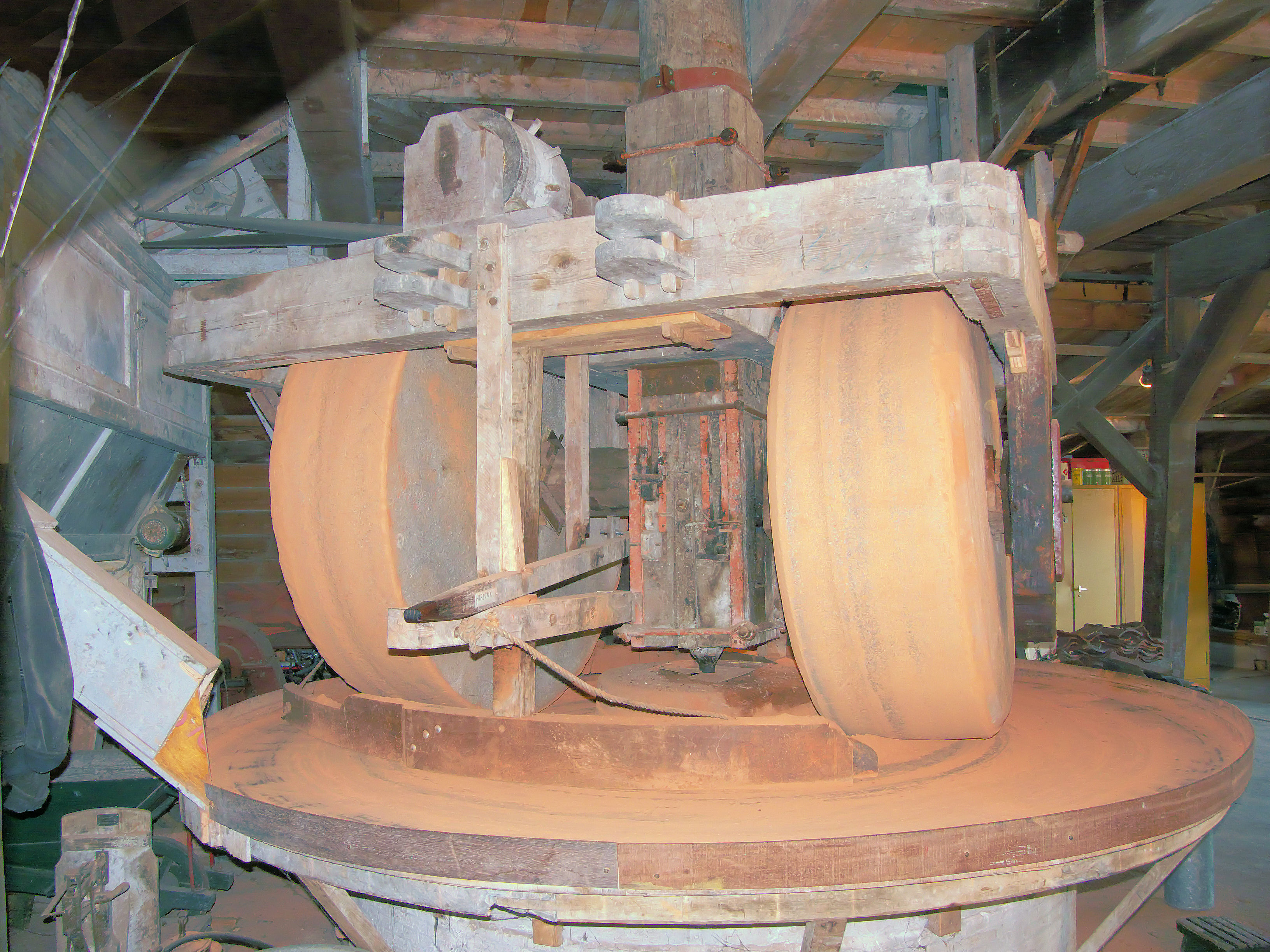
Kantstenen met koningstrijker van d'Admiraal
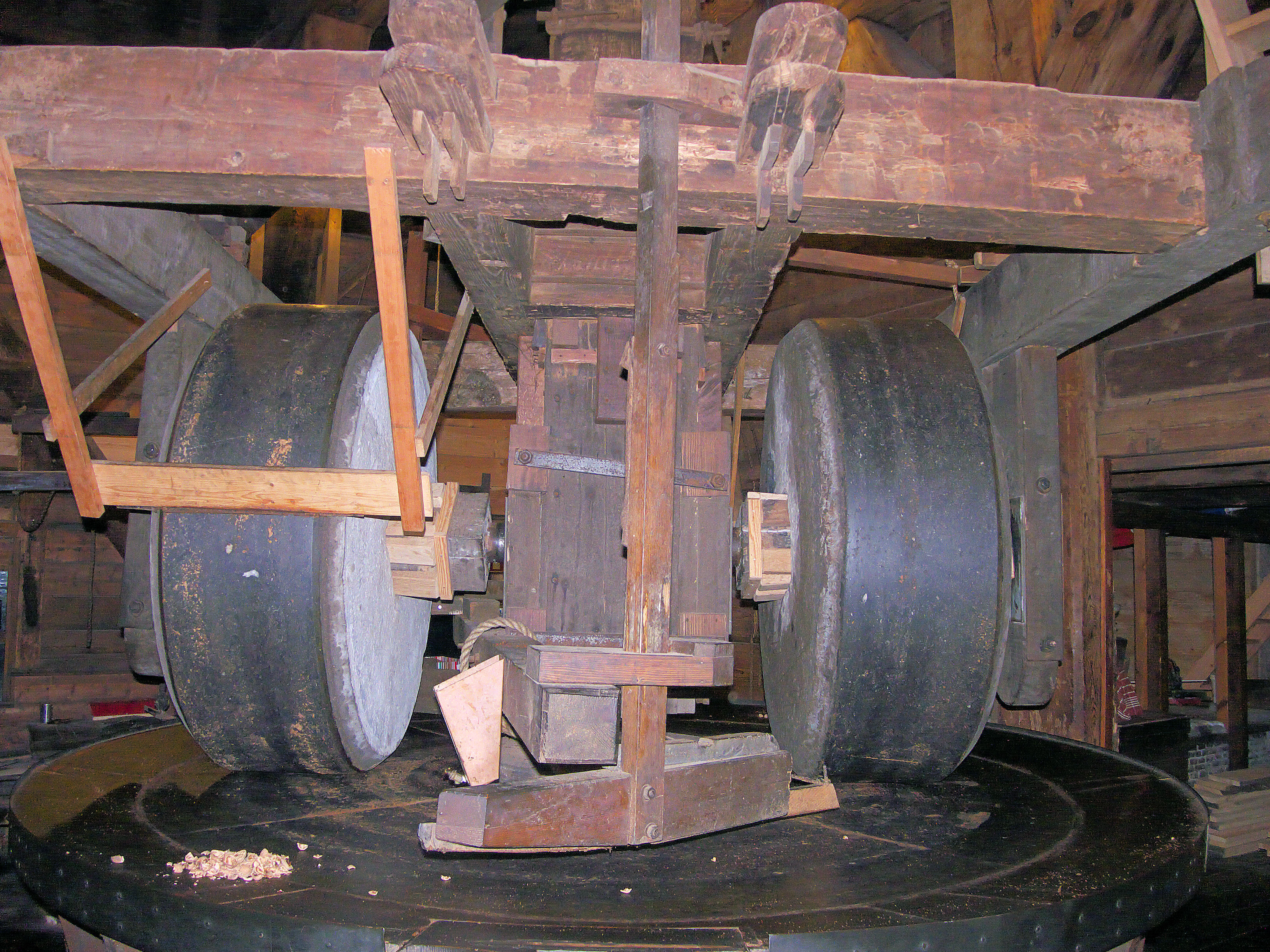
Kantstenen van De Passiebloem
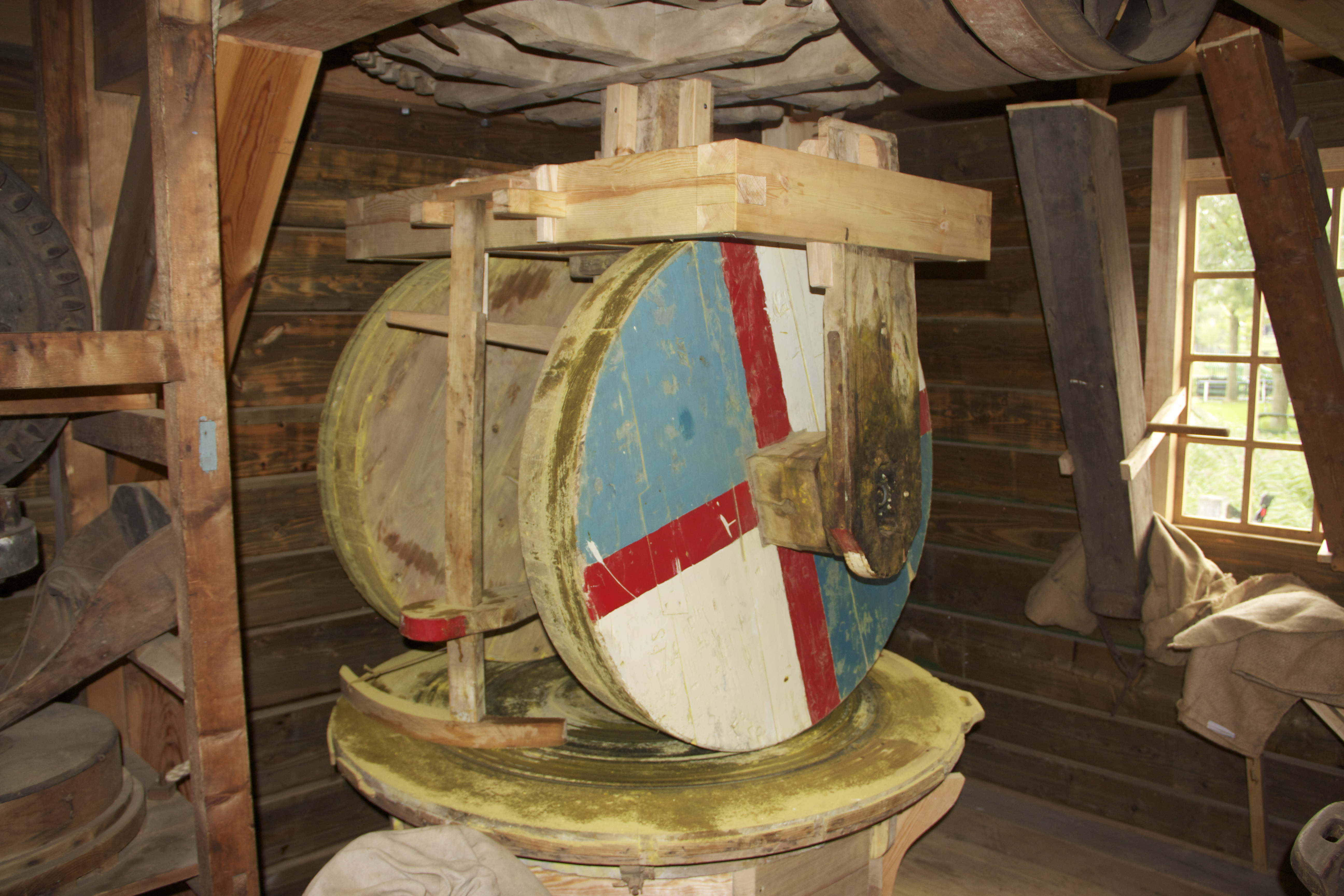
Houten kantstenen in specerijenmolen De Huisman